# Штейнер, Рудольф
Рудо́льф Ште́йнер (также Штайнер; нем. Rudolf Joseph Lonz Steiner, 27 февраля 1861 — 30 марта 1925) — австрийский доктор философии, педагог, лектор и социальный реформатор; эзотерик, оккультист, ясновидящий и мистик XX века, автор многих сочинений (1883—1925), давший более 6000 лекций по всей Европе (1900—1924); основоположник антропософии и антропософского движения.
Первичное признание получил как исследователь наследия Гёте и его теории познания: в 1883—1897 годы анализировал и издавал работы Гёте по естествознанию. Распространяя духовное учение антропософии, эзотерической христианской философии, берущей начало в европейском трансцендентализме и перекликающейся с теософией, Штейнер выступал с лекциями (с 1900), чем привлёк к себе внимание масонов и теософов. Был приглашён Теософским обществом возглавить немецкую секцию в качестве генерального секретаря (с окт. 1902). В 1902—1910 годы развивал свою доктрину в сочинениях «Духоведение (Теософия). Введение в сверхчувственное миропознание и назначение человека» и «Как достигнуть познаний высших миров?» (1904), «Из Акаша-хроники» (1904—1908), «Очерк тайноведения» (1910); теософские тенденции его сочинений отличались глубоким гуманизмом и противостояли сложившемуся пониманию иллюминизма и оккультизма; Штейнер делал попытку примирить научный метод со сверхъестественным видением мира. Покинув теософов, основал Антропософское общество (1912), где взял на себя роль духовного учителя. Центром общества стал швейцарский городок Дорнах, где на подаренной Штейнеру земле начали возводить по его архитектурному проекту названное в честь Гёте здание Гётеанума (сент. 1913). Основал Швейцарское общество исследований в области онкологии (1916), практиковавшее омелотерапию рака. Стал основоположником новой педагогической методики и первой Вальдорфской школы в Штутгарте (1919), а также антропософской терапевтической клиники в Арлесхайме (1921), способствовал там выпуску биокосметики марки «Weleda» (1921). Помог группе протестантских священников и богословов во главе с Ф. Риттельмайером основать Общину христиан (англ. The Christian Community; 1922) — движение за обновление религиозной жизни. Также заложил основы биодинамического сельского хозяйства, инициировал развитие эвритмии, новых направлений в драматическом искусстве, живописи, архитектуре и движение конца 1910-х — нач. 1920-х годов за разделение трёх сфер «социального организма» — культуры, политики и хозяйства. В 1923 году основанное им Общество вступило в новую фазу, став Всеобщим антропософским обществом мирового масштаба с центром в Дорнахе. Творческое наследие Рудольфа Штейнера огромно, более 350 томов, включает его собственные издания и стенографии лекций (GA 1—354).
Штейнер был представителем формы этического индивидуализма, который он позже расширил, введя широкую духовную составляющую. Основой для его эпистемологии послужило мировоззрение Гёте, в котором мышление — «…такой же орган восприятия действительности, как глаз или ухо. Так же, как последние воспринимают цвет или тон, так же мышление воспринимает идеи». Доказательство того, что человеческое познание не имеет границ, стало нитью, прошедшей через все периоды его духовно ориентированного творчества.

## Биография

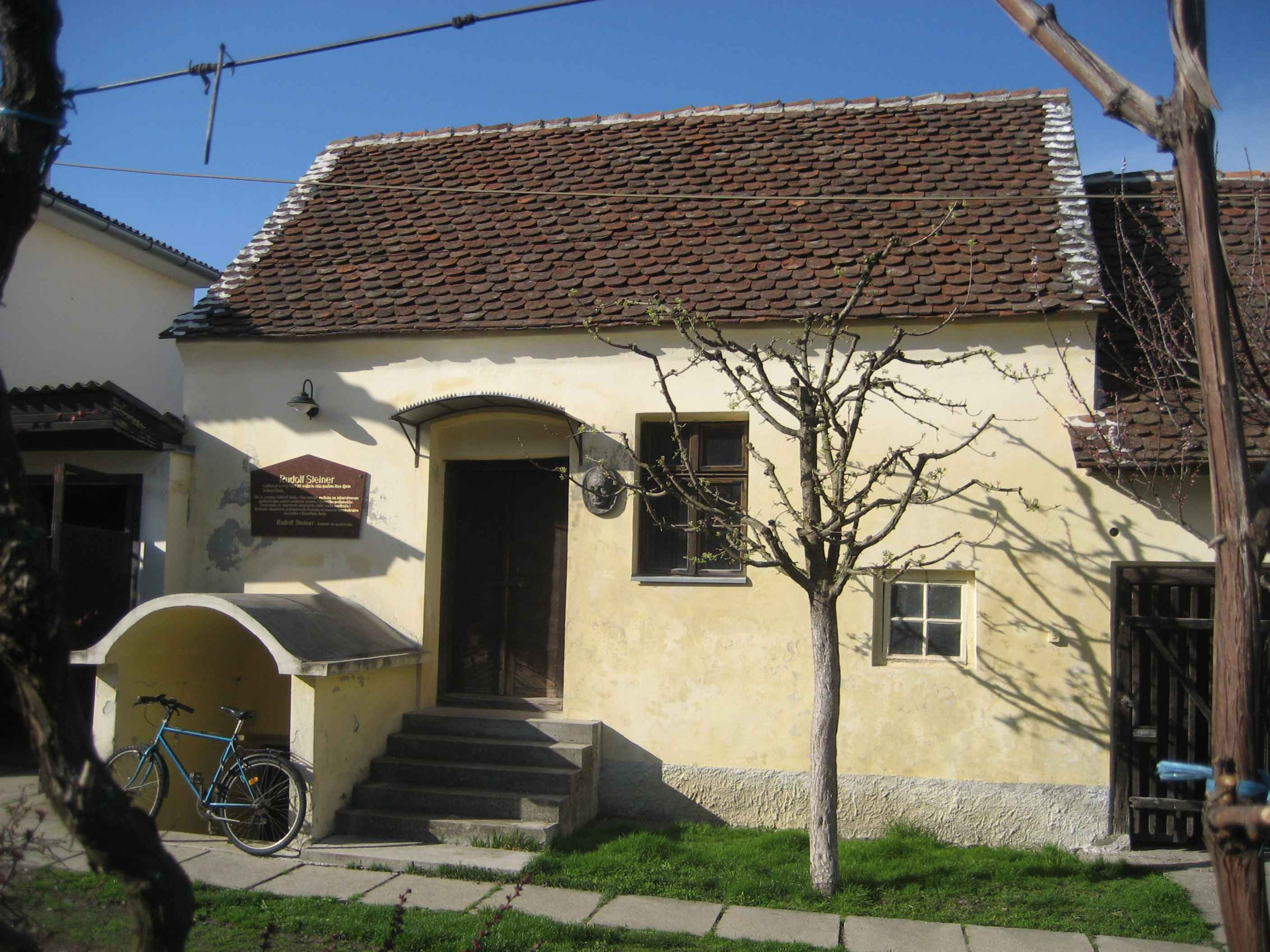
Дом Рудольфа Штейнера в Доньем Кральевце

### Детство и образование
Происходил из скромной семьи. Его отец — Иоганн Штейнер (1829—1910) — состоял на службе у местного графа в должности егеря. Но желание основать семью заставило его сменить работу, поскольку в женитьбе на Францишке Бли (1834—1918) было отказано графом. Тогда он устроился телеграфистом на австрийскую Южную железную дорогу. Эта служба заставляла семью часто переезжать, и в момент рождения Рудольфа отец работал в Доньем Кральевце, тогда части Австрийской империи (сейчас Хорватия).
Он был крещён в соседней деревне Драшковец в католической церкви, через два дня после рождения.
В первые два года жизни Рудольфа семья переезжала дважды, сначала в Мёдлинг, недалеко от Вены, а во второй раз, вследствие продвижения отца по службе, в городок Pottschach, расположенный у подножия восточных австрийских Альп в Нижней Австрии.
Штейнер поступил в сельскую школу, но из-за противоречия между отцом и директором школы он вскоре стал обучаться дома. В 1869 году семья переехала в Нойдёрфль (возле венского Нойштадта), и в 1879 — в Инцерсдорф (ныне — часть венского района Лизинг).
Последний переезд делался с целью дать возможность юноше посещать за счёт академической стипендии Венский технический университет, где он изучал математику, физику, химию, ботанику, биологию, литературу и философию (с 1879 по 1883).
В 1882 году один из учителей Штейнера Карл Юлиус Шрёэр предложил своего ученика Йозефу Кюршнеру, главному редактору нового издания работ Гёте, который предложил ему место в отделе естествознания. Это была удивительная возможность работы для молодого студента без какой-либо академической аккредитации или предыдущих публикаций.
В 1891 году получил степень доктора философии в Ростокском университете в Германии с диссертацией, основанной на концепции эго Фихте. Позже она была опубликована в расширенной форме как «Истина и Наука» (1892).

### Ранние духовные опыты
В возрасте примерно девяти лет пережил встречу с духом тёти, умершей в далеком городе и просящей его о помощи; ни он, ни его семья не знали о смерти женщины в то время.
В возрасте 21 года встретил сборщика трав Феликса Когуцкого в поезде между Веной и своим посёлком, с ним он мог говорить о духовном мире как с «человеком, имеющим опыт в этой области». Когуцкий передал Штейнеру знание природы, которое было духовным, а не научным.
Вскоре после этого приступил к чтению естественнонаучных работ Гёте. Согласно Штейнеру, встреченный им человек также представил его некоему «Мастеру», который имел большое влияние на последующее развитие Штейнера, в частности, направив его к изучению философии Фихте.

### Писатель и философ
В 1888 году, в результате работы над изданием собрания сочинений Гёте, был приглашён на работу в качестве служащего архива Гёте в Веймаре. На этой должности Штейнер оставался до 1897 года. Помимо подготовки вступительных статей и комментариев к четырём томам научных работ Гёте, написал две книги, касающиеся философии Гёте: «Основные линии теории познания мировоззрения Гёте» (1886) и «Мировоззрение Гёте» (1897). В это время также участвовал в подготовке полных собраний сочинений Артура Шопенгауэра и писателя Жана Поля; кроме этого, написал множество статей для разных журналов.
Во время работы в архивах создал то, что сам считал самой важной своей работой, — «Философию свободы» (1894), исследование эпистемологии и этики, предлагающее путь, на котором люди могут стать духовно свободными существами.
В 1896 году Элизабет Фёрстер-Ницше обратилась к Штейнеру за помощью в организации архива Фридриха Ницше в Наумбурге. К тому времени её брат уже был non compos mentis (страдал психическим заболеванием).
Фёрстер-Ницше позволила Штейнеру посетить философа, находящегося в состоянии комы. Глубоко впечатлённый Штейнер написал после этого книгу «Фридрих Ницше — борец против своего времени» (1895). Штейнер позже замечал : «Идеи Ницше о „вечном возвращении“ и „сверхчеловеке“ долго занимали меня, ибо в них отражалось то, что должна была пережить относительно развития человечества и человеческого существа личность, которую от постижения духовного мира удерживали крепко спаянные идеи естествознания конца XIX столетия… Но особенно меня привлекало то, что Ницше не стремился сделать из читателя своего „последователя“».
В 1897 году покинул Веймарские архивы и переехал в Берлин. Он стал совладельцем, главным редактором и активным сотрудником литературного журнала «Magazin für Literatur», надеясь привлечь читательскую симпатию к своей философии. Многие подписчики охладели к журналу вследствие непопулярной поддержки Штейнером Эмиля Золя в Деле Дрейфуса. Журнал потерял многих подписчиков, когда Штейнер опубликовал выдержки из своей переписки с анархистом Джоном Генри Маккеем. Неудовлетворённость его редакторским стилем в конечном счёте привела к его уходу из журнала.
В 1899 году женился на Анне Ойникке; пара распалась несколько лет спустя. Анна умерла в 1911 году.

### Связь с Теософским обществом
В 1899 году опубликовал статью «„Фауст“ раскрывает свойственный Гёте метод», в которой высветил эзотерическую природу сказки Гёте «О зелёной змее и прекрасной лилии» (нем. Das Märchen). Эта статья послужила поводом для приглашения автора выступить на собрании теософов на тему о Ницше (1900).
Популярность лекций Штейнера и глубина его эзотерических знаний привели к тому, что лектор получил приглашение возглавить в 1902 году новоучреждённое отделение немецких теософов, при этом никогда формально в него не вступая.
В июле 1902 году Штейнер встретился в Лондоне с тогдашним президентом общества теософов, англичанкой Анни Безант, назначившей Штейнера главой Теософского эзотерического общества Германии и Австрии; она же десятилетие спустя исключила его из общества теософов официальным письмом. Внутри общества Штейнер особенно сблизился с российской дворянкой немецких корней Марией фон Сиверс, посещавшей его лекции с 1900 года. Мария фон Сиверс (1867—1948) была его самым активным помощником и соратником в организации и переводе лекций, издании периодики и становлении в целом немецкого отделения, и позднее, в 1914 году, стала его второй женой.
С 1903 по 1908 г издавал в Берлине журнал «Люцифер».
Под управлением Штейнера, много выступавшего по Европе с лекциями о духовной науке, немецкое отделение Теософского общества быстро выросло.
В этот период Штейнер использовал своеобразный подход, заменяя терминологию Елены Блаватской, основательницы общества теософов (Нью-Йорк, 1875), своей собственной, основывая своё духовное исследование и учение на западной эзотерической и философской традиции . Это и другие разногласия, в частности, непринятие утверждения Ледбитера и Безант о том, что Джидду Кришнамурти являлся новым воплощением Майтрейи, или мирового учителя, привело к формальному разрыву в 1912—1913 годах, когда Штейнер и большинство членов немецкого отделения вышли из состава общества и сформировали новое, Антропософское общество.

### Антропософское общество и его культурная деятельность
Антропософское общество стремительно развивалось. Нуждаясь в месте для проведения ежегодных конференций, которые включали постановки пьес Эдуарда Шюре и написанных самим Штейнером, было принято решение о постройке театра и организационного центра. В 1913 году началось строительство первого здания Гётеанума в Дорнахе в Швейцарии. Здание, спроектированное Штейнером, в значительной мере было построено добровольцами, предложившими свои умения и теми, кто просто желал освоить новые навыки. Когда в 1914 г. началась Первая мировая война, добровольцам Гётеанума был слышен звук пулемётного огня из-за швейцарской границы, но несмотря на войну, люди со всей Европы миролюбиво работали бок о бок над строительством здания.
Начиная с 1919 года, Штейнера приглашали за помощью во множестве прикладных инициатив (см. ниже), включая первую Вальдорфскую школу, открытую в этом году в Штутгарт в Германии. В 1921 году была основана фармацевтическая лаборатория, занимающаяся лекарственными растениями (ныне это бренд лекарственной косметики Веледа). Лекционная деятельность Штейнера в этот период чрезвычайно расширилась. В то же время Гётеанум развивался в качестве широко направленного культурного центра. В ночь с 31 декабря 1922 г. на 1 января 1923 г. первый деревянный Гётеанум был уничтожен в результате пожара; полицейские отчёты указывали на поджог в качестве вероятной причины возгорания. Штейнер немедленно приступил к проектированию второго здания Гётеанума — на этот раз бетонного вместо деревянного, — который был завершён в 1928 году, спустя три года после его смерти.
В 1923 году Штейнер основал «Школу духовной науки», задуманную как «инициативный орган» в исследовательской работе и как «душу Антропософского общества». Школа включала общий образовательный курс, основанный на медитативных упражнениях, имевших целью руководство ученика «от духовного в человеке к духовному во Вселенной»; кроме этого, в школе были созданы исследовательские отделения, сосредоточенные на таких областях, как образование, медицина, земледелие, искусство, естествознание, социология и литература. Сам Штейнер говорил об этом времени, как о заложении Камня Основания нового общества в сердцах его слушателей.
В годы фашистского режима в Германии антропософское общество было запрещено, но продолжало действовать легально в Швейцарии и в некоторых других странах.

### Социальная реформа
Во время Первой мировой войны Штейнер приобрёл широкую известность и вместе с тем противоречивое отношение широкой общественности. В ответ на катастрофическую ситуацию в послевоенной Германии он предложил всесторонние социальные реформы посредством внедрения Тройного устройства общества, в котором были бы в значительной степени независимыми культурная, политическая и экономическая сферы. Штейнер утверждал, что слияние трёх сфер создало негибкую систему, что привело к таким катастрофам, как Первая мировая война. Вместе с тем он предложил радикальное решение в спорном вопросе Верхней Силезии, свои права на которую требовали Польша и Германия. Его предложение заключалось в том, чтобы наделить эту область независимостью, по крайней мере, временной. Это привело к публичному осуждению его как предателя Германии.
В 1919 году на территории Германии, Австрии и Швейцарии была одновременно издана главная работа Штейнера в этой области — Навстречу социальной реформе. В первый год было продано около 80,000 копий книги.

### Нападки, болезнь и смерть
В Германии быстро набирали силу правые группы. В 1919 году политический теоретик национал-социалистического движения в Германии Дитрих Эккарт выступил с резкой критикой Штейнера, предположив его еврейское происхождение. В 1921 г. Адольф Гитлер обрушился на него с критикой в своей статье в правой газете. Он называл Штейнера инструментом евреев и призывал других немецких национал-экстремистов к «войне против Штейнера». В 1922 г. со взрывом химических бомб и отключением света была сорвана лекция в Мюнхене. Не имея уверенности в безопасности Штейнера, его агентам пришлось отменить следующий тур лекций. В 1923 г. вследствие предпринятого Гитлером и его пособниками неудавшегося государственного переворота (Пивной Путч в Мюнхене) Штейнеру пришлось отказаться от своей берлинской резиденции, поясняя это невозможностью въезда в страну, если к власти придут ответственные за это событие группировки. Он также предостерег от гибельного эффекта, который произвёл бы на Центральную Европу приход национал-социалистов к власти .
Пожар в Гётеануме серьёзно повлиял на здоровье Штейнера. С 1923 года у него начали появляться признаки нездоровья. Он продолжал давать широкие лекции и даже путешествовать. Особенно в конце жизни он часто давал для проходящих одновременно занятий две, три и даже четыре лекции в день. Многие из них касались практических областей жизни; вместе с тем, однако, Штейнер начал исчерпывающий цикл лекций, посвящённых его исследованиям последовательных воплощений разных личностей, а также технике изучения кармы в целом.
Из-за серьёзно ухудшившегося здоровья его последняя лекция состоялась в сентябре 1924 года. В последние месяцы жизни он продолжал работать над своей автобиографией.
Штейнер к концу жизни сошел с пути Света, и храм его был уничтожен разящим Лучом [ 30.06.34 Рерих Е.И. Письма. 1932-1955 ].
Умер Рудольф Штейнер 30 марта 1925 года.

### Духовные исследования
Начиная с 1899 года и до смерти в 1925 году, Штейнер ясно описывал непрерывную череду опытов, которые, по его утверждению, принадлежали духовному миру — подобные переживания коснулись его ещё в раннем детстве. Тогда Штейнер намерился применить своё изучение математики, науки и философии, чтобы произвести строгие, поддающиеся проверке представления этих опытов.
Штейнер был убеждён, что через свободно выбранные, не нарушающие морали методы тренировки и упражнения в медитации каждый может развить в себе способность к восприятию духовного мира, включая высшую природу самого себя и других. Подобная дисциплина и тренировка должны помочь личности стать более нравственной, творческой и свободной индивидуальностью — способной к действиям, мотивированным исключительно любовью.
На идеи Штейнера о внутренней жизни оказали своё влияние Франц Брентано, с которым он учился, и Вильгельм Дильтей; они оба являлись основоположники феноменологического движения в европейской философии. Не меньшим было влияние философов трансценденталистов: Фихте, Гегеля и Шеллинга. Феноменологический подход к науке Гёте также оказал сильное воздействие на Штейнера.
Духовная наука, названная Штейнером «антропософией», стремится внести научную методологию в изучение явлений сверхчувственного порядка, построить мост между религией и обычной наукой. Он характеризовал её следующим образом:

Антропософия — путь познания, призванный духовное в человеке привести к духовному во Вселенной <…>. Антропософ — это тот, кто ощущает, как существенную жизненную потребность, определённые вопросы о природе человеческого существа и Вселенной, так же как люди испытывают голод и жажду.
— Из Тезисов Антропософии, 1924

## Деятельность
Активность Штейнера в широкой культурной среде возросла после Первой мировой войны. Он основал множество школ, которые впоследствии переросли во всемирную школьную сеть.
Первая такая школа известна как вальдорфская. Он также изобрёл систему органического земледелия, известную как биодинамическая. Это была первейшая форма современного органического сельского хозяйства и Штейнеру принадлежит большой вклад в его развитие. Его работа в медицине привела к развитию широкого круга дополнительных видов лечения, вспомогательной художественной и биографической терапии. Широко распространены дома для детей и взрослых с инвалидностью, созданные на основе его работы (совместной с движением Кэмфила). Его картины и рисунки повлияли на Йозефа Бойса и других современных художников.
Два Гётеанума, созданные им, являются признанными шедеврами архитектуры модернизма; другие антропософские архитекторы также внесли свой вклад в современную архитектурную сцену. Одним из первых учреждений, ставших практиковать социальный банкинг, был антропософский банк, основанный сторонниками антропософской философии.
Столь же широко и литературное наследие Штейнера. Его сочинения, изданные более чем в сорока томах, включают книги, эссе, четыре пьесы («драмы мистерии»), мантрические стихи и автобиографию. Собрание его лекций составляет около 300 томов и затрагивает огромное количество тем. Рисунки-пояснения к лекциям Штейнера, сделанные на досках, насчитывают 28 отдельных томов. Его архитектурное наследие и скульптурные работы освещены многочисленными публикациями.

### Педагогика

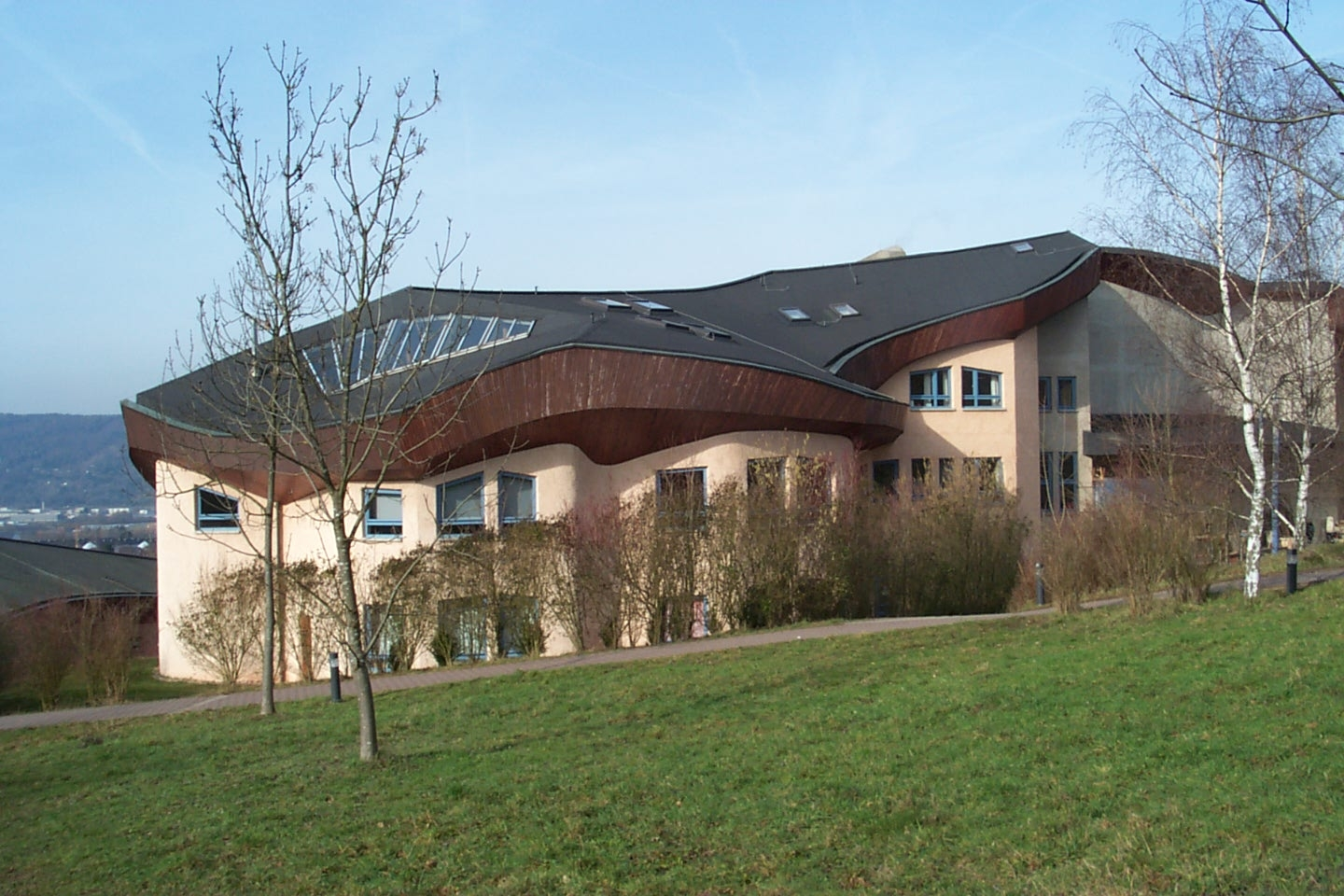
Вальдорфская школа в Трире

Ещё молодым человеком Штейнер поддерживал независимость образовательных учреждений от государственного контроля. В 1907 году он написал эссе «Воспитание ребёнка с точки зрения духовной науки», в котором описал основные стадии развития ребёнка. Содержащиеся в эссе мысли позже послужили основой для формирования его подхода к образованию.
В 1919 году Эмиль Мольт пригласил его прочитать лекцию работникам на своей сигаретной фабрике Вальдорф-Астория в Штутгарте. В результате этих лекций появилась новая, Вальдорфская школа. В 1922 году Штейнер приехал со своими идеями в Оксфорд по приглашению профессора Миллисента Маккензи. Оксфордская конференция привела к появлению вальдорфских школ в Британии. Во время жизни Штейнера школы, основанные на его образовательных принципах, появились также в Гамбурге, Эссене, Гааге и Лондоне. Сейчас по всему миру насчитывается более 1000 вальдорфских школ.

### Общественная деятельность
В период после Первой мировой войны Штейнер особенно активно выступал с лекциями на тему социальной реформы. Широко распространилась петиция, выражавшая его основные социальные идеи (подписанная кроме других Германом Гессе).
Его главная книга на тему социальной реформы, «Сущность социального вопроса в жизненных необходимостях настоящего и будущего», продавалась десятками тысяч экземпляров во время его жизни. Согласно Штейнеру, культурная, политическая и экономическая сферы общества нуждаются в тесном взаимодействии, но тем не менее каждая из них должна сохранять свою независимость от других. Каждая из этих трёх сфер имеет конкретную задачу: политические институты должны устанавливать политическое равенство и защищать права человека, культурные институты должны культивировать свободное и беспрепятственное развитие таких областей, как наука, искусство, образование и религия, экономические институты должны поощрять взаимодействие производителей, распространителей и потребителей с учётом нужд общества. В образовании Трёхчленного социального организма он видел необходимый отклик на уже видимую тенденцию взаимной независимости этих трёх сфер. В таких формах государственного устройства, как теократия, традиционный капитализм и государственный социализм, Штейнер видел попытки доминирования соответствующих институтов над другими — культурных, экономических и государственных. Он считал, что в современности такие попытки какой-либо из этих сфер манипулировать другими противоречило бы интересам общества; такие негативные влияния включали бы, к примеру, корпоративный натиск на государство, покушение государства на науку, образование или религию, религиозное влияние на государственный организм.
- Культурная сфера (наука, искусство, религия, образование и пресса) требуют и способствуют свободе;
- Политическая сфера требует и способствует равноправию;
- Экономическое устройство требует и способствует взаимодействию и солидарности.

Штейнер также дал предположения многих специфических социальных реформ.

### Архитектура и изобразительные искусства
Штейнер спроектировал семнадцать зданий, включая первый и второй Гётеанумы. Эти два здания, построенные в швейцарском Дорнахе имели целью вместить значительное театральное пространство и вместе с тем Школу духовной науки. Из созданных Штейнером зданий, три причислены к одним из самых значимых работ в архитектуре модернизма.
Его основная скульптурная работа — Представитель человечества — девятиметровая деревянная скульптура, созданная совместно со скульптором Эдит Марион. Сейчас скульптурная группа находится на постоянной экспозиции в Гётеануме.
Рисунки Штейнера на досках были ни на что не похожи и наверняка не задумывались как произведения искусства. Работы Йозефа Бойса, на которого сильно повлиял Штейнер, привели к новому пониманию рисунков Штейнера как предметов искусства.

### Исполнительское искусство
Вместе с Марией Штейнер фон Сиверс Рудольф Штейнер развил искусство эвритмии, иногда называемое «видимой речью и видимой песней». Согласно принципам эвритмии, каждому аспекту речи (звукам (или фонемам), ритмам) соответствует определённое архетипическое движение или жест, грамматическим функциям соответствуют душевные качества (радость, отчаяние, нежность и т. д.) и каждому аспекту музыки — тона, интервалы, ритмы и гармонии.
В качестве драматурга Штейнер написал четыре «Драмы Мистерии» в период между 1909 и 1913 годами, включая Врата посвящения и Испытание души. По сей день они продолжают исполняться антропософскими группами.
Штейнер также изобрёл новый подход к артистической речи («формирование речи») и драме. Михаил Чехов расширил этот метод, который сейчас известен как Чеховский метод игры.

## Развитие философии

### Гётевский способ познания
В своих комментариях к научным работам Гёте, написанных между 1884 и 1897 годами, Штейнер представил гетевский подход к науке не как теоретический или основанный на какой-либо модели, но как в высшей степени феноменологический по своей природе. Он развил это представление в своих последующих книгах: Основные линии теории познания мировоззрения Гёте (1886) и Мировоззрение Гёте (1897), делая особый акцент на изменении подхода Гёте от руководства физическими чувствами, где эксперимент играет главную роль, к изучению биологии растений, в котором для обнаружения биологических архетипов (Urpflanze) необходимо воображение. Штейнер предположил, что Гёте искал, но не смог найти необходимый образ мышления для должного объяснения и понимания животного царства.
Штейнер отстаивал гетевское качественное описание цвета, синтетически возникающего из противоположности света и тьмы, в отличие от Ньютоновской аналитической модели, ставящей в основу света частицы. Он подчеркивал роль эволюционного мышления в открытии Гёте межчелюстных костей в человеке. Гёте предполагал, что строение тела человека является следствием эволюционного изменения анатомии животных.

### Знание и свобода
К философским вопросам познания и свободы Штейнер подошёл в двух этапах. Первым этапом стала его диссертация, опубликованная в 1892 году под названием Истина и познание. В ней Штейнер выдвигал противоречие между философией Канта, которая кладёт в основу образный характер познания и недоступность для человеческого сознания внутренних тайн мира, и современной наукой, которая полагает, что все причины могут быть найдены в доступном нам чувственном и ментальном мире. Философию ограниченности познания Канта Штейнер называл камнем преткновения в достижении удовлетворяющего философского наблюдения.
Штейнер постулирует, что мир в своей основе является неделимой цельностью, но уже наше сознание разделяет его на чувственные явления, с одной стороны, и на доступную нашему мышлению внешнюю природу, с другой. В самом мышлении он видит элемент, который может быть достаточно усилен и углублён для того, чтобы проникнуть во все, что наши чувства не могут открыть нам. Таким образом, Штейнер недвусмысленно отвергает все доводы разделения между верой и знанием; говоря иначе, между духовным и материальным миром. Их видимая двойственность обусловлена устройством нашего сознания, которое разделяет восприятие и мышление, но обе эти способности дают нам два взаимодополняющих видения одного мира; никакая из них не имеет преимущества над другой, обе они необходимы вместе и достаточны для полного понимания мира. В размышлении над восприятием (путь естествознания) и восприятии процесса мышления (путь духовного упражнения) можно открыть скрытое внутреннее единство двух противоположностей, представляющихся нашему прежнему опыту.
Истина, согласно Штейнеру, парадоксально двойственна, так как она есть и объективное открытие, но также и «свободное порождение человеческого духа, порождение, которого вообще не существовало бы нигде, если бы мы сами его не производили. Задачей познания не является повторение в форме понятий чего-то уже имеющегося в другом месте, но создание совершенно новой области, составляющей лишь совместно с чувственно данным миром полную действительность».
Новая стадия философского развития Штейнера выразилась в его «Философии свободы». Здесь он дальше исследует возможности мышления: к свободе, предполагает он, можно подойти только непрямым путём и при помощи «творческой деятельности» мышления. Мышление может быть свободным действием; к тому же, оно может освободить нашу волю от подчинения нашим инстинктам и побуждениям. Свободные поступки — те, причину которых мы полностью осознаём; свобода — это духовная деятельность сознательного углубления в нашу собственную природу, а с ней и в природу мира; подлинная активность в совершении полностью осознанных поступков. Это включает преодоление влияний наследственности и окружения: «Быть свободным означает быть способным мыслить самостоятельно — иметь мысли, не принадлежащие ни телесности, ни обществу, но рождающиеся полностью из самого глубокого, самого истинного, самого внутреннего и духовного себя, своей собственной индивидуальности».
Штейнер подтверждает эволюционные взгляды Дарвина и Геккеля, но расширяет их за пределы материалистических выводов; он видит человеческое сознание (по сути, всю человеческую культуру), как следствие природной эволюции, превосходящей саму себя. По Штейнеру, природа становится самознательной в человеческом существе.

### Духовная наука
В своих ранних работах Штейнер уже говорил о единстве материального и духовного мира. Начиная с 1900 года, он приступил к лекциям с конкретными описаниями высших миров. Кульминацией этой деятельности стала публикация в 1904 году первого из нескольких систематических изложений — Теософия: введение в сверхчувственное познание мира и назначение человека, за которой последовала Как достигнуть познаний высших миров? (1904/5), Из Акаша-Хроники (сборник публикаций, написанных между 1904 и 1908 гг.) и Очерк тайноведения (1910). Среди важных вопросов:
- человеческое существо как тело, душа и дух;
- путь духовного ученичества;
- духовные влияния на эволюцию мира и историю;
- реинкарнация и карма.

Рудольф Штейнер придавал особое значение существованию духовного мира, как и объективного физического, и возможности изучения их обоих; при определённых условиях обучения, сравнимых с теми, которых требуют естественные науки, включая самодисциплину, восприятия духовного мира и бестелесных существ одинаково воспроизводимы разными наблюдателями. При этих условиях становится возможной духовная наука, в чём состоит её разница с эпистемологическими основами естествознания.
Космос, согласно Штейнеру, проникнут нефизическими процессами и духовными существами, которые постоянно преобразуют его своей созидательной активностью. Чтобы стать осведомленным в объективной реальности этих процессов и существ, человеку необходимо творчески принять и заново включить себя в круг их действия. Таким образом, объективное духовное познание всегда влечёт за собой внутреннюю творческую деятельность. Штейнер выделял три стадии любого творческого действия:
- Нравственная интуиция: способность открыть или, предпочтительно, развить действительные этические принципы;
- Нравственное воображение: преобразование таких принципов в конкретное намерение, применимое к определённой ситуации (ситуационная этика);
- Нравственная техника: реализация намеренного преобразования, зависящая от мастерства практических навыков.

С этого периода Штейнер называл свою работу «антропософией». Он подчеркивал, что обозначенный им духовный путь строится на свободе индивида и независимом суждении и поддерживается ими; чтобы результаты духовных исследований были правильным образом представлены в современном контексте, они должны даваться в форме, доступной для логического понимания, так чтобы те, кто не имеет доступа к переживаниям духовного мира, лежащим в основе антропософского исследования, могли сделать независимую оценку результатов последнего. Духовное обучение предназначается для того, в чём Штейнер рассматривал всеобщую цель эволюции человека, — развитие взаимозависимых свойств любви и свободы.

## Штейнер и христианство
В 1899 году Штейнер пережил то, что описал как изменившую жизнь внутреннюю встречу с сущностью Христа; прежде он имел малое отношение к христианству. Впоследствии его отношение к христианству основывалось целиком на собственном опыте, оставаясь внеконфессиональным и поразительно отличным от общепринятых религиозных форм. Тогда Штейнеру было 38 лет, и переживание встречи с Христом случилось после периода тяжёлых испытаний и трудной душевной борьбы. Обращаясь к собственным словам Штейнера: «это духовное стояние перед Мистерией Голгофы, самым серьёзным образом осознаваемое мной как праздник познания, имело для моего душевного развития огромное значение».

### Христос и эволюция человека
Штейнер объясняет земное явление Христа и его миссию как центральное место в эволюции человека. Чтобы понять центральную роль Христа в духовной философии Штейнера, нужно также понимать эзотерическую космологию, которой он придерживался. В его теории эволюции космоса непрерывное духовное развитие человеческого вида переплетено и неотделимо от космологического развития вселенной. Это развитие и постепенное падение в материю происходит через огромные космические периоды, или юги. Существо Христа приносит импульс, включающий восхождение человеческого сознания назад к духовным мирам.
Существо Христа является центральным для всех религий, хоть в каждой оно и называется по-своему.
Каждая религия действенна и истинна для времени и культурной среды, в которой она рождена.
Исторические формы христианства нуждаются в значительной трансформации в наше время, чтобы соответствовать текущей эволюции человечества.
Объединением всех религий служит не определённая вера, но конкретное существо — в этом Штейнер видел центральную силу человеческой эволюции. Тем не менее он понимал воплощение Христа как историческую действительность и как осевую точку в истории человечества. «Существо Христа» для Штейнера не только спаситель от грехопадения из рая, но также исключительный опорный и смысловой центр эволюционного процесса земли. Сущностью христианина для Штейнера является поиск равновесия между противоположных крайностей и способность к свободному проявлению любви.

### Расхождения с традиционной христианской мыслью
Штейнеровские взгляды на христианство отличаются от традиционной христианской мысли в ключевых местах и содержат гностические элементы. Одна из центральных точек расхождения — в его взглядах на перевоплощение и карму.
Штейнер также утверждал существование двух разных детей Иисусов, участвующих в воплощении Христа: первый ребёнок произошёл от Соломона, как описывается в Евангелии от Матфея; второй от Нафана, как описывается в Евангелии от Луки. Согласно этому, он делает ссылку на факт, что родословные в этих двух евангелиях насчитывают от двадцати шести (Лука) до сорока одного (Матфей) совершенно отличного предка для поколений от Давида к Иисусу. Для альтернативных объяснений этого коренного несоответствия смотрите Родословие Иисуса.
Видение второго пришествия Христа у Штейнера также необычно. Это не было бы повторное физическое явление; напротив, подразумевая нефизическую манифестацию существа Христа, Штейнер говорил о проявлении его в «эфирном плане» (видимом для духовного зрения и проявленном в общественной жизни) для возрастающего числа людей, начиная около 1933 года. Он делает акцент на том, что будущее будет требовать от человечества распознать Дух Любви во всех его истинных формах, несмотря на то, как он называется. Он также предостерегал, что в использовании традиционного имени «Христос» может пренебрегаться истинной сутью Существа Любви.

### Община христиан
В 1920-х годах со Штейнером сблизился Фридрих Риттельмейер, лютеранский пастор с приходом в Берлине. Риттельмейер интересовался возможностью создания более современной формы христианства. Вскоре к нему присоединились и другие, преимущественно протестантские пасторы и студенты-теологи, но также и несколько римско-католических священников. Штейнер предложил к рассмотрению обновление таинств, относящихся к разным богослужениям, в сочетании традиционной силы католического духовного обряда с особым вниманием к свободе мысли и личным отношениям с религией. Он назвал это «современным, иоаннским христианством».
Штейнер, однако, ясно обозначил, что начальным толчком для обновления христианства, которое стало известно как «Община христиан», был личный жест помощи со стороны движения, основанного Риттельмейером и другими, независимо от Антропософского общества. Отличие было важным для Штейнера, стремящегося с помощью антропософии создать научную, основанную не на вере, духовность. Однако для тех, кто желал более традиционных форм, обновление традиционных религий также было жизненной необходимостью времени.

## Восприятие Штейнера
Писатель Стефан Цвейг познакомился с 40-летним Штейнером в берлинском литературном кружке «Грядущие», незадолго до его прихода к теософии:

В нём, Рудольфе Штейнере, <…> я встретил человека, на которого судьба возложила миссию стать проводником миллионов. В его темных глазах была гипнотическая сила, и я лучше и более критично слушал Штейнера, когда не смотрел на него, ибо его аскетически-сухощавый, отмеченный духовной страстностью облик, пожалуй, способен был покорять не только женщин. В то время Рудольф Штейнер ещё не подошёл вплотную к своему учению, он сам ещё был в поисках и сомнениях <…>. Речи его захватывали, ибо образован он был поразительно — и особенно по сравнению с нами, занятыми исключительно литературой, — замечательно многосторонне; после его лекций и нескольких задушевных бесед я всегда возвращался домой и воодушевленный, и несколько подавленный. — Стефан Цвейг
В теософском периоде (1902—1912) известность Штейнера стремительно возросла. Во время его лекций заполнялись целые концертные залы. В организации его лекционной деятельности принимало участие берлинское концертное агентство (так называемые «Вольф-Закс»-турне в 1921 и 1922 годах, на пике его популярности). Поток посетителей должен был частично регулироваться полицией. Австрийская ежедневная газета «Нойе Фрайе Прессе» (Neue Freie Presse) сообщала о продолжавшихся минутами аплодисментах и топанье ногами в заполненных до отказа залах. Критики, комментируя это, наделяли Штейнера способностями массового внушения.
Многие комментаторы объясняли влияние Штейнера на публику его талантом риторики, в котором ему не отказывал ни один слушатель. Норвежский социальный экономист и историк Вильгельм Кейльхау (англ. Wilhelm Keilhau) судил о нём:

Я думаю, тот, кто хочет составить непосредственное мнение о причинах влияния, которое оказывал Штейнер, должен был встретиться с ним лично. Особенно сильное влияние он оказывал во время своих докладов и разговоров; как на кафедре, так и в чисто личном общении он мог излучать духовную энергию, которая захватывала и сковывала многих. Но все же, так было не всегда <…>. Я слышал его доклады, которые шли совсем «мимо цели», потому что он не находил подхода к настроению и образу мыслей слушателей, и сам страдал от этого. Но всё шло по-другому, когда он был в норме. Тут он был настоящим оратором. Я сомневаюсь, что в этом столетии его кто-либо превзойдёт. Я не знаю ни одного оратора, который мог бы с ним сравниться в технике дыхания и управлении голосом.— Вильгельм Кайльхау
Восприятие Штейнера современниками удивительно различно: одни оказывали ему воодушевлённый и добрый приём, у других он встречал решительное, иногда даже агрессивное непринятие. Штейнер был ограждён от прессы; отклики журналистов о нём были в основном насмешливыми, ироничными и даже злорадствующими. Начиная с 1919 года в газетных статьях о Штейнере можно было прочесть как о шарлатане и обманщике.
Несмотря на расхожие, часто негативные и злые суждения современников, те, кому была не безразлична культурная жизнь, часто прислушивались к Штейнеру. Об этом свидетельствуют многочисленные высказывания самых значимых его современников, которые, хоть и считали Штейнера загадочным, но все же отдавали должное его влиянию. Даже Альберт Эйнштейн сообщал, что посещал доклады Штейнера, однако их содержание он полностью отверг. Известный учёный наотрез отказывался верить в реальность услышанного: «поверить только в этот вздор — сверхчувственный опыт! Это как если бы вместо собственных глаз и ушей я пользовался чьим-то умом, чтобы узнать что-нибудь».
Франц Кафка тоже пытался осмыслить феномен Штейнера, но так и не сумел составить о нём решающего мнения. Однажды он даже лично посетил Штейнера, чтобы попросить его помощи в решении жизненных проблем, но разговор не оправдал его ожиданий.
Некоторые писатели и поэты старались найти подход к Штейнеру, или, по крайней мере, как-нибудь охарактеризовать его. Так, например, чтобы понять его влияние, в одной из лекций принял участие Хуго Балль. Он писал в письме: «Позавчера, в невероятной давке, <…> Рудольф Штейнер говорил о сути антропософии. Но это было разочарование. Я верил в определённого рода личную магию и очень напряжённо слушал его душу. Его речевая энергия, однако, совсем не свободна от тела (используя его личный термин). Для меня осталось загадкой, в чём состоит его успех.» Герман Гессе отрицал использование антропософских идей в своих произведениях, которое ему часто приписывали:

Штейнеровскую антропософию я никогда не использовал в качестве источника, она для меня не годится; литература и мир полны оригинальными, чистыми, хорошими и подлинными источниками — они необходимы тем, у кого есть мужество и терпение искать себя <…>. Я знаю очень хороших людей, которые являются поклонниками Штейнера, но мне этот безумный волшебник и перенапряжённый работой человек, напротив, никогда и ничуть не благоволил.
— Герман Гессе
Несмотря на всю обращённую к Штейнеру критику, среди его выдающихся современников были и те, кто ему сопереживал и им восхищался.
Альберт Швейцер говорил об особенном чувстве духовной сплочённости, которая связала его с момента первой личной встречи со Штейнером.
Поэт Христиан Моргенштерн стал восторженным приверженцем Штейнера и его учеником, когда в 1909 году посетил его лекции. Он посвятил ему свой последний, вышедший посмертно сборник стихов Мы найдём наш путь (1914). Он также рассматривал возможность выдвижения Штейнера на Нобелевскую премию мира. В письме к Фридриху Кайсслеру он писал: «Во всём сегодняшнем культурном мире нет большего духовного наслаждения, чем слушать этого человека, позволять этому непревзойдённому учителю читать свой доклад». Шведская писательница Сельма Лагерлёф верила учению Штейнера:

Этот человек, несомненно, совсем особое явление, которое надо попытаться принять со всей серьёзностью. Он выдвигает несколько учений, в которые я давно поверила, — среди прочего в то, что нашему времени не соответствует религия, построенная на недоказуемых чудесах, что ей надлежит быть наукой, опирающейся на доказательства; теперь надо уже не верить, а знать. И ещё: человек может сам добыть знание о духовном мире благодаря упорной, сознательной, систематической работе мысли. Не сидеть сложа руки, подобно мечтательному мистику, но, призвав всю мощь мышления, сделать видимым обычно скрытый от нас мир. Все это истинно и достоверно, к тому же все у него внушает доверие, все умно и не имеет ничего общего с шарлатанством.— Сельма Лагерлёф, 1921
Мало кто из современников относился к Штейнеру безразлично. Он оказывал сильное и чрезвычайно поляризующее воздействие. Круг его слушателей делился как минимум на приверженцев и противников. Многочисленные импульсы, которые он оказывал на самые разнообразные сферы жизни, как правило, редко воспринимались вне антропософского контекста.
См. также Список антропософов (фр.)

### Штейнер у русских слушателей
Среди слушателей и учеников Штейнера были представители русской интеллигенции: Мария фон Сиверс, художница Маргарита Волошина и её муж поэт Максимилиан Волошин; поэт Марина Цветаева и её муж Сергей Эфрон; художница-скульптор Ася Тургенева и её муж, поэт и писатель Андрей Белый; актёр Михаил Чехов, востоковед Юлиан Щуцкий, эзотерист Валентин Томберг и др. Многие из них оставили воспоминания о Штейнере, становлении антропософии и строительстве Гётеанума. Например:
- Маргарита Волошина (урождённая Сабашникова; слушательница лекций с лета 1904 года), «Зелёная Змея: История одной жизни»;
- Андрей Белый (лично знаком с мая 1912 года), «Воспоминания о Штейнере»; изд. Editions La Presse Libre. Париж, 1982;
- Ася Тургенева (знакома с 1912 года), «Воспоминания о Рудольфе Штейнере и строительстве первого Гётеанума».

#### Отзывы
Так отзывался о нём русский поэт и художник Максимилиан Волошин:

Более поразительного и гениального лица, чем у него, я никогда не видел в жизни, и та история мира, которую он раскрыл в своём курсе, <…> поразительна и необычайна. Это грандиозный синтез точного знания с боговдохновенностью.
— Максимилиан Волошин, 1906
Влияние Штейнера не определялось только личными встречами. Выдающегося русского учёного-китаиста, переводчика китайской «Книги перемен» Юлиана Щуцкого с антропософией познакомил его университетский товарищ. В своей автобиографии Щуцкий так отмечал это влияние:

Трудно найти подходящие слова для того, чтобы высказать, как велико значение антропософии в моей жизни. Это незаслуженный подарок от моего самого дорогого, самого любимого и самого прекрасного человека: Рудольфа Штейнера, без духовной поддержки которого моя жизнь давно бы кончилась физическим или моральным самоубийством. Понять всю сложность его учения, понять то, что он сообщил о Христе, <…> для этого мне пришлось на протяжении лет напрягать все свои внутренние силы, пришлось все время стремиться перерастать самого себя в области внутренней культурности, следить за собой непрестанно в отношении жизни, этики, эстетики и познания с максимальной требовательностью. <…> Пусть во внешней жизни за мою любовь к Рудольфу Штейнеру я подвергаюсь репрессиям, презрению и т. д., но все это — мелочи по сравнению с тем, что я получил от него в дар: если мировоззрение человека можно ощутить как систему духовных координат, то в этой системе он помог мне найти её центр: Христа.
— Юлиан Щуцкий, 1935
Знаменитый актёр Михаил Чехов, племянник Антона Чехова, был убеждённым последователем Рудольфа Штейнера. Он считал антропософию источником духовного возрождения и вместе с тем способом развития актёрского мастерства. Встречу с ней он называл «самым счастливым периодом в своей жизни».
Штейнер неизменно оказывал знаки внимания русской культуре — он говорил о Хомякове и о Достоевском, ещё больше о Толстом и чаще всего о Соловьёве. Таким образом он находил подход к сознанию русских слушателей; взгляд Штейнера на Россию — из перспектив Запада и Космоса — упирался в знакомый им славянофильский ценностный горизонт. В частности, Штейнер порицал русскую интеллигенцию за рецепцию ей ложных западных учений и отрыв от народа и отмечал, что это подорвало её духовное здоровье.
Штейнеровской педагогике посвящён журнал Research on Steiner Education.

## Критика
Уже при жизни Штейнера его труды вызывали много споров. При этом центром противоречия была провозглашённая им философия науки антропософии, которую не принимали представители университетской науки, а также гностические основания его христологии, которые остро осуждались представителями церквей. После Второй мировой войны критиковались также высказывания Штейнера по расовому вопросу и иудаизму.
Ян Бадевиен, уполномоченный Евангелической церкви по мировоззренческим вопросам, говорил: «Штейнер использует антисемитские стереотипы такими, какими они известны в иной антисемитской полемике, но при этом антропософски их обосновывает. <…> Антисемитизм Штейнера обусловлен структурно — так же, как и его расизм. Речь идёт не о физическом уничтожении, а об устранении культурной и религиозной идентичности. Такие учения проистекали в его время из разных направлений — они идеологически соподготовили антисемитизм нацистской Германии».
Там, где это касается эзотерических и оккультных аспектов его работ, Штейнера обвиняли в соединении научности с вопросами веры. В доказательстве этого утверждалось произвольное смещение критериев научности автором, когда речь шла о «духовной науке» или «ясновидческом исследовании». Все, что не согласуется с результатами и методами науки, следовательно, будет выдано за «высшее знание». Хартмут Цинзер, профессор теологии в Берлине, говорит: «Предполагаемые Р. Штейнером „сверхчувственные миры“ можно отнести к религиозным высказываниям, какими они известны во многих (но не всех) религиях. Во всяком случае, он отрицает религиозный характер этих высказываний и выдаёт их за объективные факты, доступные оккультному зрению, духовному зрению в „медитации“ и „созерцании“ и посредством воображения, вдохновения и интуиции». По мнению профессора, Штейнер подвержен одной из основных гносеологических ошибок современного оккультизма, когда восприятие не отделяется от интерпретации. Хотя Штейнер и допускал, что с точки зрения общепринятого мышления его речи могут быть восприняты как «порождение дикой фантазии и суеверия» или как результат самовнушения, тем не менее вместо того, чтобы противопоставить этой критике аргументы, Штейнер реагировал стратегией иммунизации, которая указывала на «высшее знание», недоступное чувственному восприятию: «Кто отрицает эти миры, тот доказывает этим лишь одно, — что он ещё не развил в себе высших органов».
В связи с ясновидческими способностями критикуется также его христология. Штейнер утверждал, что в так называемой Акаша-хронике он прочитал «Пятое Евангелие». Только благодаря такому «духовному исследованию» человечество в состоянии понять, что значит для него пришествие Христа. Таким образом, с такой евангелической критикой Штейнер совершил бы то, что своей работой «провозгласил третью эру христианства, исполнив при этом его завещание».

### Книги
Естественно-научные труды Гёте (GA 1), 1884—1887
Основные линии теории познания мировоззрения Гёте
Истина и наука. Пролог к «Философии свободы» (GA 3), 1892
Философия свободы. Основные черты одного современного мировоззрения (GA 4), 1894
Фридрих Ницше — борец против своего времени (GA 5), 1895
Мистика на заре современной духовной жизни
Христианство как мистический факт и Мистерии древности (GA 8), 1902
Теософия. Введение в сверхчувственное познание и назначение человека. (GA 9), 1904
Как достигнуть познаний высших миров? (GA 10), 1904—1905
Из Акаша-Хроники (GA 11), 1904—1908
Ступени высшего познания (GA 12) 1905—1908
Очерк тайноведения (GA 13), 1910
Четыре драмы-мистерии (GA 14), 1910—1913
Духовное водительство человека и человечества (GA 15), 1911
Путь к самопознанию человека. В восьми медитациях (GA 16), 1912
Порог духовного мира. Афористические рассуждения (GA 17), 1913
Загадки философии (GA 18), 1914
Духовный склад Гёте сквозь призму сказки о зелёной змее и Лилии (GA 22), 1918
Сущность социального вопроса (GA 23), 1919
Космология, религия и философия (GA 25), 1922
Тезисы антропософии. Антропософский путь познания (GA 26), 1924—1925
Основы расширения искусства врачевания (совместно с Итой Вегман) (GA 27), 1925
Мой жизненный путь. (GA 28), 1925

## Комментарии
1. ↑  Как следует из сохранившейся собственноручной записки Рудольфа Штейнера, он родился 25 февраля. 27 февраля он был крещён, и этот день стал числиться днём его рождения. (Хемлебен, 2004. — С. 209).
2. ↑  Посещая Эдуарда Шюре в эльзаском селении Барр, Рудольф Штейнер написал (по просьбе Шюре) автобиографический набросок, известный как «Баррский документ». Только благодаря этому документу и стало известно о связи Штейнера с этим «Мастером». Баррский документ можно найти в GA 262, с. 7-21. (Katz E. The Mission of Rudolf Steiner. — 2004).

### Дальнейшее чтение
- Белый А. Рудольф Штейнер и Гёте в мировоззрении современности. Воспоминания о Штейнере — М: Республика, 2000. — ISBN 5-250-02736-9.
- Вандерхилл Э. Мистики XX века.Энциклопедия / Пер. с англ. Д. Гайдук. — М.: МИФ: Локид, 1996. — 522 с. — ISBN 5-87214-023-3.
- Волошина М. Зелёная змея. История одной жизни. — М: Энигма, 1993. — ISBN 5-85747-001-3.
- Конь Р. М. К вопросу о проблематике теории познания Р. Штейнера // Диакрисис. — 2020. — № 1 (5). — С. 160—167.
- Риттельмайер Ф. Встречи с Рудольфом Штайнером. — М: Энигма, 2011. — ISBN 978-5-94698-092-0.
- Тургенева А. Воспоминание о Рудольфе Штейнере и строительстве первого Гётеанума. — М: Новалис, 2002. — ISBN 5-86951-031-7.
- Прокофьев С. О. Рудольф Штайнер и краеугольные мистерии нашего времени. — Ереван : Ной, 1992. — 537 с. — ISBN 5-8079-0267-X.
- Линденберг К. Рудольф Штейнер. — М: Парсифаль, 1995. — 224 стр. — ISBN 5-85251-021-1.
- Казачков С. В. Штайнер // Новая философская энциклопедия : в 4 т. / пред. науч.-ред. совета В. С. Стёпин. — 2-е изд., испр. и доп. — М. : Мысль, 2010. — 2816 с.
- Swassjan K. Rudolf Steiner. Ein Kommender. Verlag am Goetheanum, Dornach 2005, ISBN 3-7235-1259-3.
- Selg P. Rudolf Steiner. 1861—1925: Lebens- und Werkgeschichte. 3 Bände. — Arlesheim: Verlag des Ita Wegman Instituts, 2012. — ISBN 978-3-905919-27-1.